# پیسلی تریر
پیسلی تریر (به انگلیسی: Paisley Terrier)، نام یکی از نژادهای سگ است که خاستگاه آن به اسکاتلند بازمی‌گردد.